# 존 생크스
존 매튜 생크스(영어: John Matthew Shanks, 1964년 12월 18일 ~ )는 미국의 작곡가, 음악 프로듀서 및 기타리스트이다.

## 어린 시절과 교육
생크스는 뉴욕에서 태어나 17세에 로스앤젤레스로 이사했다. 그는 재즈 색소폰 연주자 보니 제임스와 함께 라인 원(Line One)이라는 밴드에 속해 있었다.

## 경력
생크스는 1988년 멀리사 에더리지의 밴드에서 연주를 시작했으며 몇 년 동안 그녀와 함께 투어를 했다. 생크스는 1990년대 초반 보니 레잇, 조 코커 및 턱 & 패티(Tuck & Patti)의 트랙으로 처음으로 작곡 성공을 거두었다. 그는 또한 첫 번째 출판 계약을 체결했다.
생크스는 1995년 에더리지와 Your Little Secret의 노래를 공동 작업하면서 재회했다. 그는 몇 년 동안 그녀와 함께 작업했으며 1999년 그녀의 후속 앨범 Breakdown을 공동 제작했다. Breakdown은 Best Rock Song 및 Best Rock Album을 포함하여 4개의 그래미상 후보에 올랐다.
2001년 생크스는 스티비 닉스 앨범 Trouble in Shangri-La의 여러 트랙을 제작했으며 데몬 존슨과 함께 첫 번째 싱글 "Every Day"를 공동 작곡했다.